# George Mara
George Mara, född 12 december 1921 i Toronto, död 30 augusti 2006 i Cleveland, var en kanadensisk ishockeyspelare.
Mara blev olympisk guldmedaljör ishockey vid vinterspelen 1948 i Sankt Moritz.